# Дютрёй де Рен, Жюль
Жюль Дютрёй де Рен (фр. Jules-Léon Dutreuil de Rhins, 2 января 1846, Лион — 5 июня 1894, Тибет) — французский географ и путешественник, погибший в Тибете.

## Биография
После учебы в Военно-морской академии он начал свою карьеру в торговом флоте. Во время французской интервенции в Мексику он перешёл на службу в военно-морской флот, а затем снова вернулся в торговый флот в качестве капитана торгового судна. Его первым достижением на поприще географии была картографическая съёмка Аннама в 1876 году. В 1881 году он представил новую французскую карту Индокитая, затем в 1883 году он сопровождал Саворньяна де Бразза в его разведывательной миссии в Западной Африке.
После «оседлого» периода с 1884 по 1890, во время которого он работал на хранилище карт и планов военно-морского флота, Дютрёй де Рен решил организовать научную экспедицию в Центрально-Азиатское нагорье. Туда он отправился через Россию: 4 февраля 1891 г. начальник Главного штаба Н. Н. Обручев выдал удостоверение о пропуске Дютрёя и его младшего сотрудника Фернана Гренара «от г. Батума через Закавказский край, Закаспийскую область и Туркестанский край к Китайским пределам», прося военные власти о содействии путешественникам. Французы пересекли российско-китайскую границу уже 20 мая 1891 г.. В основном экспедиция проходила в Восточном Туркестане (современный Синьцзян) и Тибете. Дютрёй де Рен не получил возможности полностью воплотить задуманное, так как 5 июня 1894 года был убит во время столкновения с нголоками недалеко от города Томбундо (в настоящее время относится к провинции Цинхай, КНР). Результаты этой экспедиции были опубликованы в 1897—1898 Ф. Гренаром под названием «Mission scientifique dans la Haute-Asie» (Научная экспедиция в Высокую Азию).

## Труды
- «Le royaume d’Annam et les Annamites» (П., 1879);
- «Carte de l’Inde Chine orientale» (П., 1881; II вып., 1886);
- «Congo français» (карта, П., 1883, текст 1885);
- «Mémoire géographique sur le Tibet oriental» (в журн. «Bulletin de la Société de çéographie de Paris» за 1887 г. и в «L’Asie centrale», с атласом, П., 1889);
- «Mission scientifique dans la Haute Asie 1890—95»;
- «Le Turkestan et le Tibet» (П., 1898).